# 筆谷等観
筆谷 等観（ふでや とうかん、本名：儀三郎（ぎざぶろう）1875年（明治8年）2月26日 - 1950年（昭和25年）11月1日）は、明治から昭和期の日本画家である。
白夢楼、太虚堂とも号した。
北海道からいち早く中央画壇に登場し活躍した日本画家である。

## 生涯

### 生い立ち
1875年（明治8年）2月26日、北海道小樽区（現・小樽市）信香礼町の商家に生まれる。父・十三郎は回船問屋や料亭を営み、その料亭は大隈重信の宿泊所になるほどの格式があったという。
量徳小学校を第二回生として卒業したあと、札幌に移る。そして札幌創生学校を卒業した。

### 画家を志す
1892年（明治25年）、19歳の時に画家を志して上京し、本郷にあった共立美術学館で横山大観らに師事し日本画の指導を受けた後、東京美術学校（現・東京芸術大学）に入学。在学中から橋本雅邦の画塾である二葉会や美術研精会に所属し狩野派を学び研鑽を積んだ。
1900年（明治33年）7月10日、東京美術学校日本画専科を卒業した後、大智勝観と親しく交流し、東京の大久保に住んでいた東京美術学校出身の若手画家グループである「大久保党」の一員として活動する。また私立成城学校（現・成城中学校）に画の教員として勤務していたこともあった。

### 日本美術院同人に
1914年（大正3年）、横山大観や下村観山らが再興した「日本美術院」に参加。第1回院展から「低徊」を出品し入選し院友となり、第3回院展に出品した「貧者の一燈」で神本に金泥を用いた画法は当時でも珍しい新手法は注目を集め、アジャンタ壁画を想起させる高い画格が認められ白眉と評された。そして1916年（大正5年）に推挙され同人となる。以降、院展を中心に活動を行い、院展への出品を続けることになる。
しかしその後、1917年（大正6年）第4回院展では自ら失敗作であると自省し、1918年（大正7年）第5回院展と1919年（大正8年）第6回院展においては等観の独創性が見られず、院に横行している模倣画家の一人である、との酷評を受けてしまい、1920年（大正9年）第7回院展には出品しなかった。そして1921年（大正10年）からは狩野派の描線を彷彿とさせつつも、描線や色彩の用い方に試行錯誤を繰り返しながら院展への出品を続け、厳しい修練を積み重ねていった。
そして大正時代には大智勝観や綱島静観と共に「横山大観の三羽烏」と呼ばれていた。
また1925年（大正14年）の第1回道展に特別会員として参加、「木兎」を出品した。
そして昭和に入ると混濁した色彩は明るく鮮やかになり、構図も整理され始め、それまでの研究や研鑽が徐々に作品に反映されてくるようになる。
1929年（昭和4年）第16回院展には、ローマ日本美術展に出展した「鳩」を出品。珍しく子どもを題材とした雪国を描いた。また1931年（昭和6年）には北海道美術家連盟の創立に参加した。
そして1932年（昭和7年）春に最愛の娘を亡くしたこの年の9月の第19回院展に「妙音」を出品。歌が好きだった娘に、天女を配した宗教的な装飾画を捧げた。
1936年（昭和11年）9月、第23回院展に出品した「龍燈」は観音の出現を幻想しながら描かれたものとなり、その代表作となった。
やがて昭和10年代に入ると復古的な考え方となり、中国の古典を手本とした画を手掛けるようになる。
そして1940年（昭和15年）頃には杉並区沓掛町に転居し、長男が開業した歯科医院の敷地にアトリエを構え、庭に植えられた様々な植物に囲まれた生活から得たものを画に反映させていった。
1943年（昭和18年）の戦時局真っ只中で開催された第30回院展に「救援」を出品。これが最後の院展出品となった。

### 終戦、そして逝去
戦時に入り、閑静な住宅地であった杉並の等観の自宅は、戦争末期の1924年（昭和19年）に二度の空襲に遭い焼失してしまい焼け出されてしまう。
その後、長男の妻の郷里であった神奈川県湘南茅ヶ崎に転居。更に知人を頼り神奈川県秦野市に移り住み、少しずつ落ち着き始めて散策しながら小品に取り組むようになっていたが、1945年（昭和20年）8月、この地で妻と共に終戦を迎えた。
もともと等観は愛国心が強く、日本の勝利を信じて銃後の守りに徹していた。そのため日本の敗戦を信じられず受け入れられなかった等観は、アメリカ軍の相模湾上陸や本土決戦の噂を耳にし、長女の疎開先であった岩手県稗貫郡湯口村に妻と共に身を寄せた。東北の寒さは老齢の身に堪えてしまい、敗戦からの虚脱感と、スケッチや写生など数多くの素描が焼失してしまったため、とても創作が出来る状況ではなく画業の立て直しは難しくなってしまい、日本美術院からの出品要請に応えられなかった。
その後、ほどなくして再び茅ヶ崎に戻ってからは温暖な気候で体調も回復し、院の同人であるという強い自覚もあり、1947年（昭和22年）には院の小品展に出品した。
その一方で日展に出品、日展委員も務めたという
1950年（昭和25年）11月1日、神奈川県茅ヶ崎市で老衰のため逝去した。享年76。
前田青邨ら湘南在住の知人が弔問に訪れ、日本美術院や横山大観から心遣いを頂戴し、5月5日に葬儀が執り行われ、深い親好があった大智勝観らが列席。「日本美術院の画家」として一貫して歩んだ長い画の道を偲んだ。
墓は東京都杉並区観泉寺の霊園に置かれている。

## 家族
孫に、陶芸家・島岡達三の長女・筆谷淑子の夫であり、陶芸家・島岡桂の実父である、日本画家であり版画も手掛けている筆谷等。

曽孫に、祖父・島岡達三の孫養子となり「島岡製陶所」2代目となった益子焼の陶芸家である島岡桂がいる。